# أحمد محمد عبد الله القشيبي
أحمد محمد عبد الله القشيبي (1940 - ) قائد عسكري، سياسي يمني ولد في قرية ضابي، مديرية بلاد الروس، في محافظة صنعاء ، شارك في قيام ثورة 26 سبتمبر الجمهورية التي أطاحت بالنظام الملكي سنة 1962م، وفي معارك الدفاع عن هذه الثورة في جبهات قتالية مختلفة، كما شارك في عدد من الأحداث السياسية؛ منها الانقلاب الأبيض الذي تزعمه الرئيس إبراهيم محمد الحمدي ضد الرئيس عبد الرحمن الإرياني المعروف بحركة 13 يونيو التصحيحية، وقد ترقى في رتبته العسكرية حتى وصل رتبة لواء ركن.

## حياته وأدواره
حصل على عدد من الدورات العسكرية؛ منها: دورة سلاح الإشارة في مصر عام 1384 هـ / 1964م، ودورة في المدرعات في نفس العام، ودورة أخرى في المدرعات عام 1389 هـ / 1969م، ودورة في قيادة الألوية في الاتحاد السوفيتي عام 1409 هـ / 1989م، ونال درجة الماجستير في العلوم العسكرية من كلية الأركان السعودية عام 1394 هـ / 1974م.

## مناصب تولاها
عمل قائد فصيلة إشارة عام 1384 هـ / 1964م، ثم قائد سرية إشارة في العام التالي، ثم قائد سرية دبابات عام 1389 هـ / 1969م، ثم قائد كتيبة دبابات عام 1393 هـ / 1973م، ثم رئيس عمليات لواء مدرع عام 1394 هـ / 1974م، ثم رئيسًا للعمليات في الفرقة الأولى مدرع عام 1402 هـ / 1982م، ثم قائد اللواء الأول مدرع عام 1410 هـ / 1990م، ثم رئيسًا للعمليات في الفرقة الأولى مدرع والمنطقة الشمالية الغربية.

## مؤلفاته
1. الفرقة الأولى مدرع: نشأتها، تطورها، أدوارها. مخطوط.
2. الحرب القادمة مع إسرائيل. رسالة الماجستير.

## الأوسمة
حصل على عدد من الأوسمة والشهادات التقديرية؛ منها: وسام الخدمة، ووسام الشرف، ووسام الواجب، ووسام الشجاعة، ووسام الوحدة، وشعار المدرعات، وشارة جرحى الحرب، وشارة العيد الخامس والعشرين للثورة، وشهادة تقديرية من الرياضة العسكرية، ومن المتحف الحربي في مدينة صنعاء، ومن الفرقة الأولى مدرع.